# Yokohama Air Cabin
Yokohama Air Cabin (ヨコハマ・エア・キャビン) là một tuyến cáp treo mở cửa vào năm 2021 tại Yokohama, Kanagawa, Nhật Bản. Nó nối từ Ga Sakuragichō và Yokohama Cosmo World. Hệ thống này dài 629 m (2.064 ft) và cao 40 m (130 ft).

## Hình ảnh

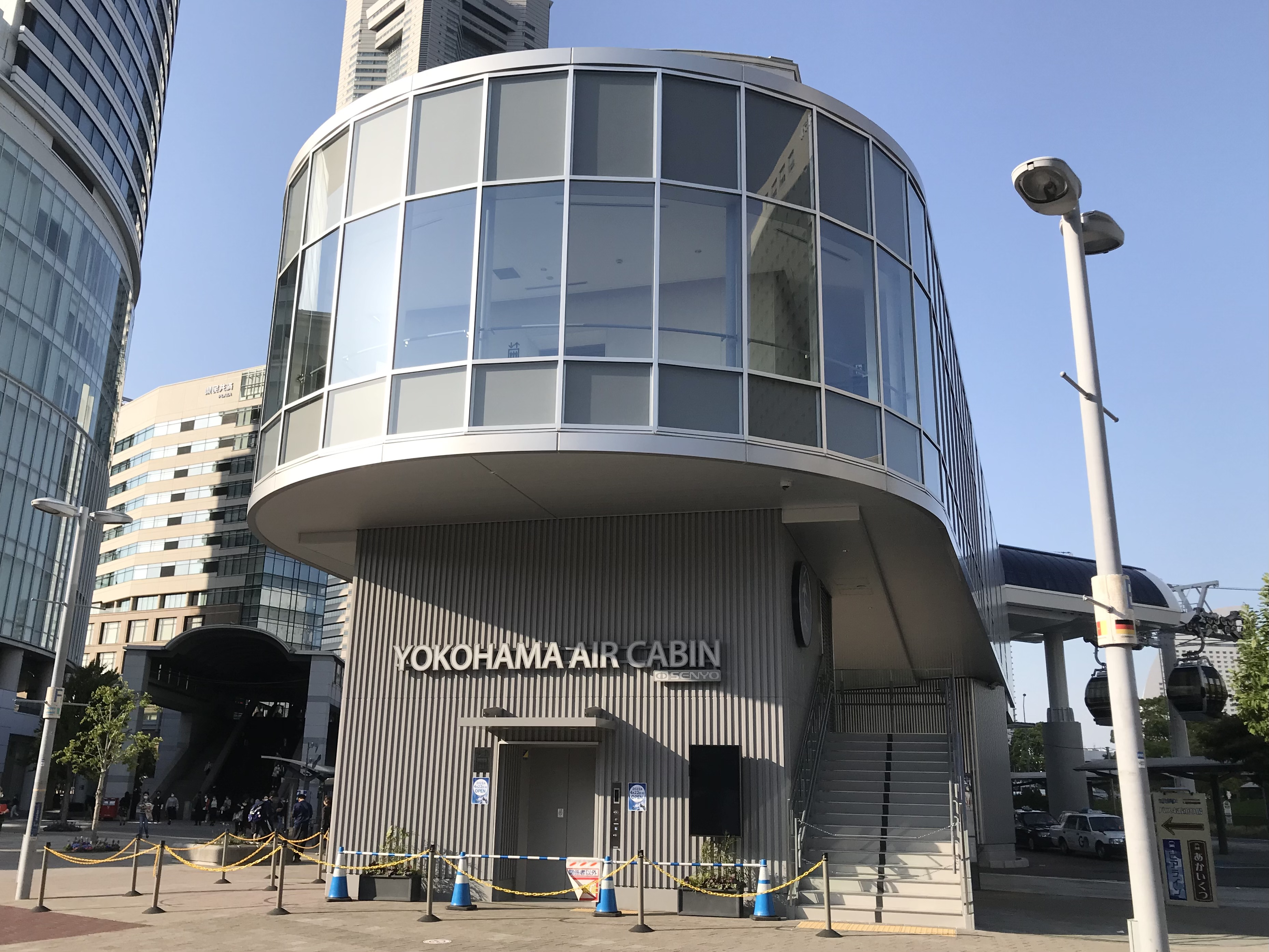
Ga Sakuragi-cho (2021)
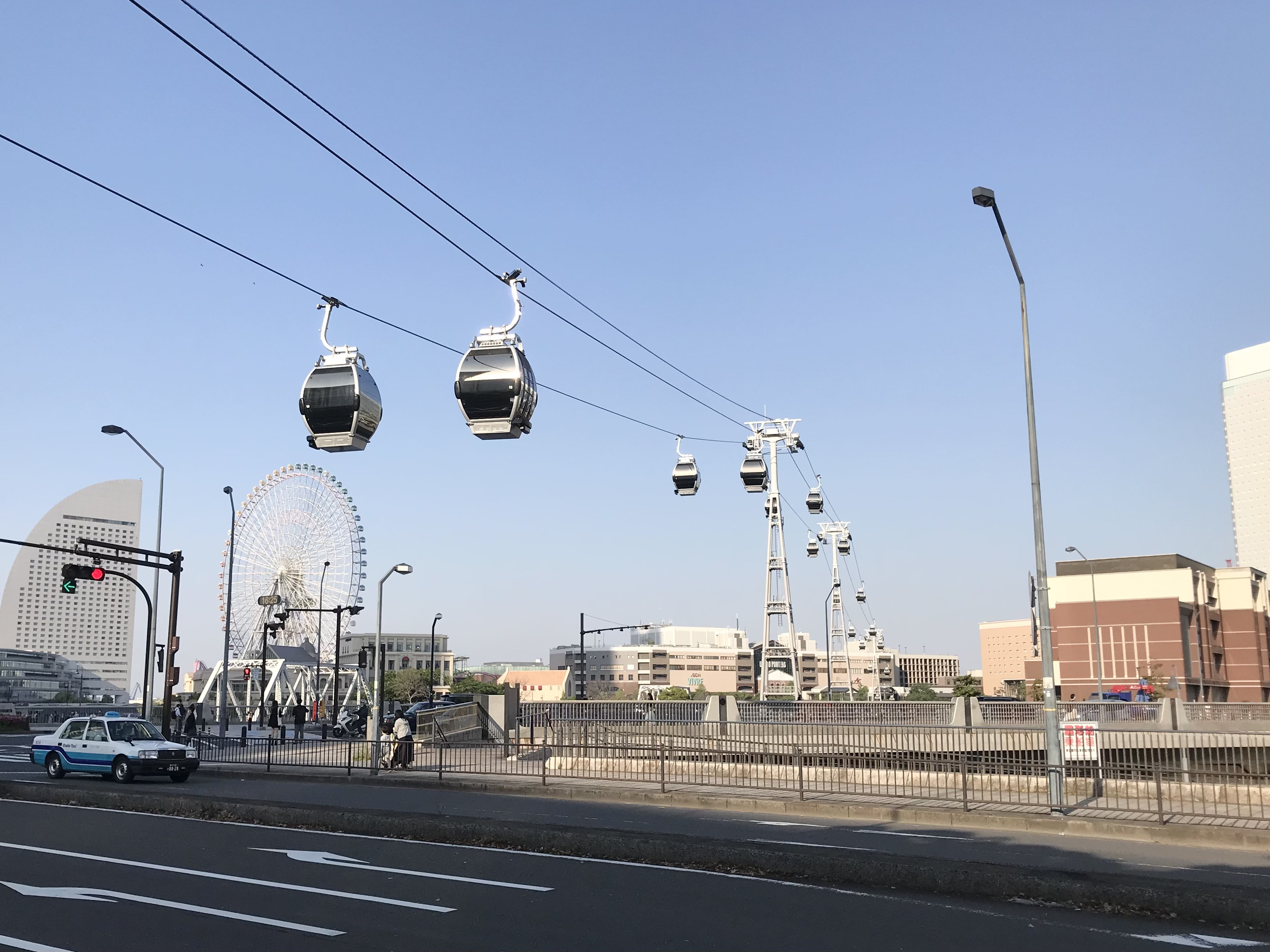
Yokohama Air Cabin trên tuyến đường
- Various views of Yokohama Air Cabin
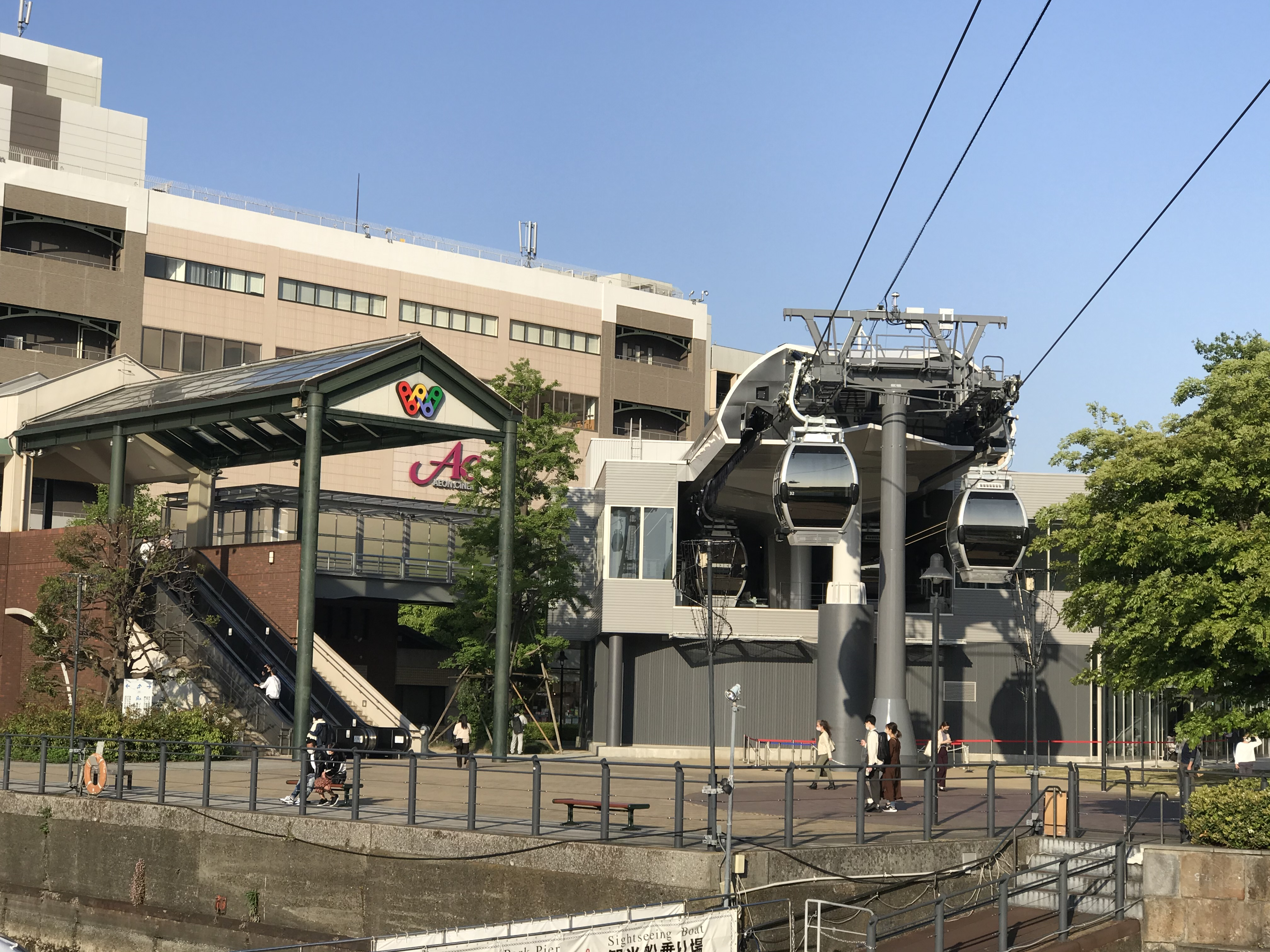
Tòa nhà ga công viên Unga nối đến Yokohama World Partners (2021)
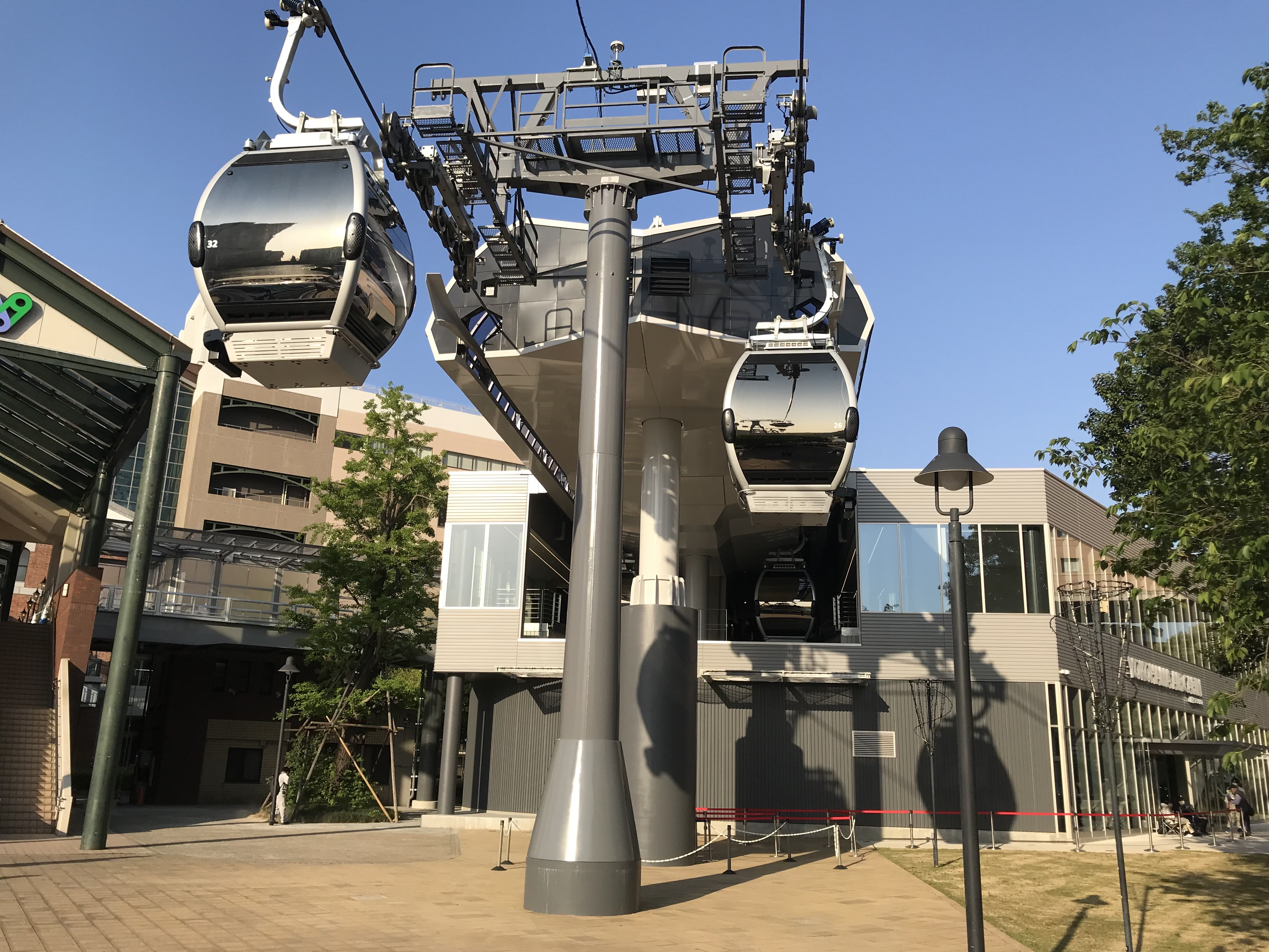
Gần ga công viên Unga (2021)
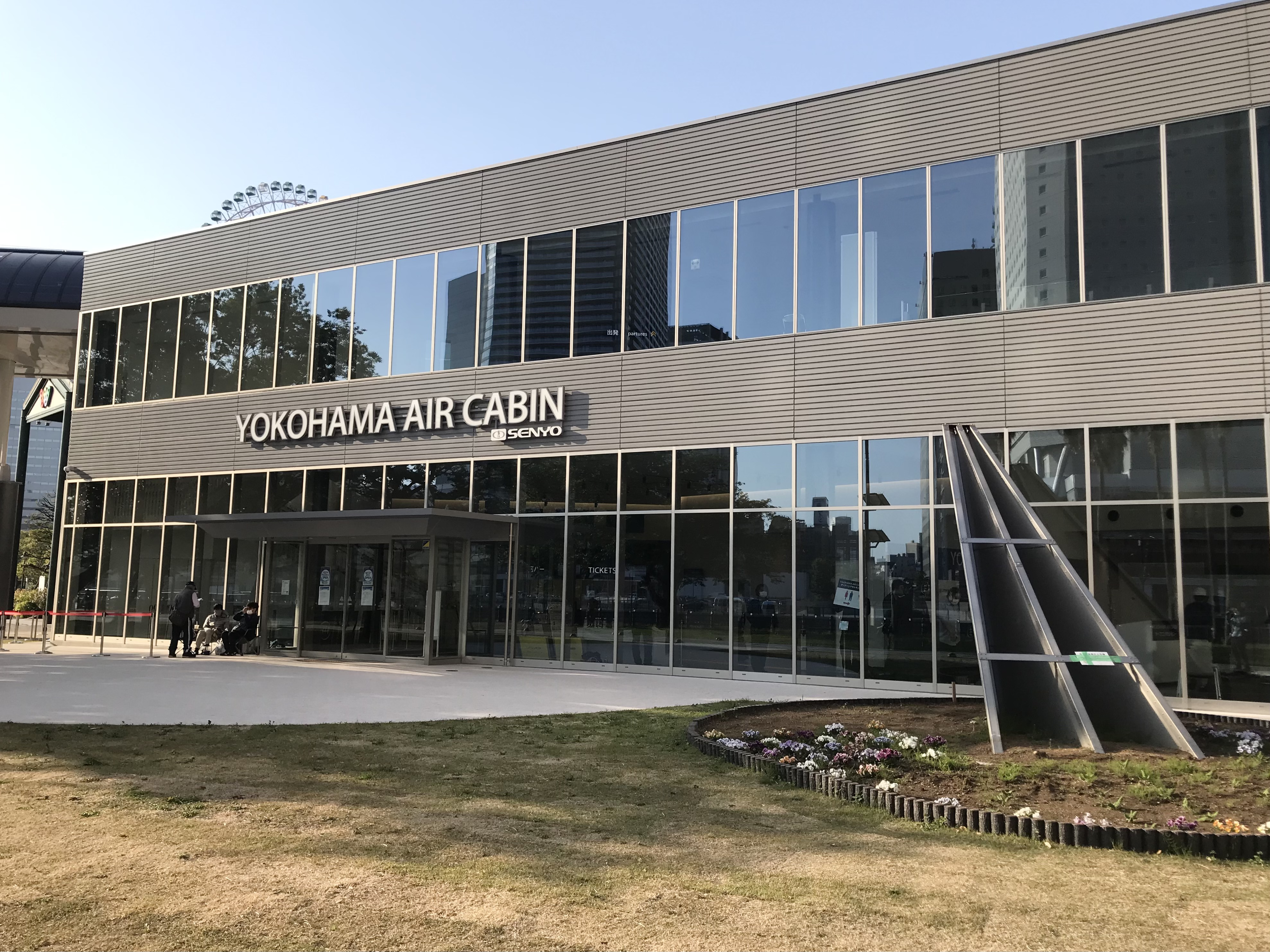
Tòa nhà ga công viên Unga (2021)